# Comuna Slagelse (1970-2006)
Slagelse (Slagelse Kommune) a fost o comună din comitatul Vestsjællands Amt, Danemarca, care a existat între anii 1970-2006. Comuna avea o suprafață totală de 192,00 km² și o populație de 37.037 de locuitori (în 2006), iar din 2007 teritoriul său face parte din comuna Slagelse.
1. ↑  Danske borgmestre 1970-2018 (PDF)